# Джон Дебні
Джон С. Дебні (англ. John C. Debney; 18 серпня 1956, Глендейл, Каліфорнія) — американський композитор кіно. Один з найпопулярніших композиторів і диригентів Голлівуду. Отримав номінацію на «Оскар» за музику до фільму Мела Гібсона «Страсті Христові». Композитор фільмів «Острів головорізів».

## Життєпис
Народився і виріс в сім'ї продюсера «Disney Studios» Луїса Дебні («Зорро», «Клуб Міккі Мауса»), з шести років почав грати на гітарі і був учасником студентської рок-групи. Закінчив Каліфорнійський інститут мистецтв (1979). Дебютував у кіно як актор в епізодичній ролі студента Джона у фільмі «Найсильніша людина у світі» (1975).
З 1980 року пише музику до фільмів і телесеріалів. Виділяються роботи у фільмах і серіалах: «Щеня по кличці Скубі-Ду», «Зоряний шлях: Далекий космос», «Фокус-покус».
Зарекомендував себе зрілим майстром композиції в фільмах — «Брехун, брехун» (1997), «Пригоди імператора» (2000), «Брюс Всемогутній» (2003), «Ельф» (2003), «Страсті Христові» (2004, премія «Оскар», 2005), «Знайомтеся: Дейв» (2008), «Страсті Христові: Воскресіння» (2025).
У 2005 році удостоєний премії ASCAP за досягнення в галузі музики.